# Mardonios
Mardonios (död 479 f.Kr.) var persisk befälhavare under de persiska krigen mot Grekland under 400-talet f.Kr.
Han var son till Gobryas och svärson till den persiske kungen Dareios I, vars dotter Artozostra han gifte sig med. Efter det joniska upproret skickades Mardonios 492 f.Kr. att straffa Aten för att ha hjälpt jonierna. Först stannade han dock till i de joniska städerna för att avsätta de persiska tyrannerna och inrätta demokratiska regeringar, troligen för att de inte skulle göra uppror en andra gång efter att den persiska armén hade gått igenom området. Hans flotta och armé gick sedan över Hellesponten, men flottan gick under i en storm vid Athosberget; enligt Herodotos förlorade perserna 300 fartyg och 20.000 man. Mardonios var vid denna tid själv befälhavare över armén, som utkämpade ett slag i Thrakien. Han sårades men segrade; förlusten av flottan tvingade honom dock att retirera till Mindre Asien. Dareios övertog befälet och utsåg Datis och Artafrenes att leda invasionen av Grekland 490 f.Kr. och trots att de framgångsrikt förstörde Eritrea blev Datis och Artafernes besegrade i slaget vid Marathon.
Mardonius kom åter till nåder under Dareios efterträdare Xerxes I. Denne var först inte intresserad av att återuppta kriget mot Grekland, men Mardonios försökte oupphörligen övertyga honom om att han var tvungen att hämnas Dareios nederlag, i motsats till en annan rådgivare, Artabanos, som propagerade för försiktighet i frågan. Herodotos, som framställer Mardonios som en något elak rådgivare (i motsats till ett antal goda rådgivare, vars råd aldrig efterföljs), säger att han helt enkelt ville bli guvernör över Grekland. Han närvarade vid slaget vid Thermopyle och efter det persiska nederlaget vid Salamis försökte han övertyga Xerxes att stanna och utkämpa ytterligare ett slag. Denna gång lyckades Mardonios inte övertala Xerxes, men när Xerxes gav sig av blev han guvernör över de delar av Grekland, som perserna hade erövrat. Han kuvade Alexander I:s Makedonien, men Alexander gav själv värdefull information om Mardonios planer till atenarna. Mardonios återerövrade då Aten, som hade blivit övergivet före slaget vid Salamis. Han erbjöd sig att återvända till Aten och hjälpa till att återuppbygga staden, om atenarna gick med på vapenvila, men de vägrade och förberedde sig för ytterligare ett fältslag.
Mardonios förberedde sig för att möta dem vid Plataiai, trots motstånd från den andre persiske befälhavaren, Artabazos, som, liksom Artabanos, inte trodde att en mycket större persisk armé automatiskt kunde besegra grekerna. Mardonios stupade i det efterföljande slaget.